# Рабенау (Саксония)
Рабенау (на немски: Rabenau) е град в Германия, разположен в окръг Саксонска Швейцария - Източен Ерцгебирге, провинция Саксония. Към 31 декември 2011 година населението на града е 4420 души.